# Ольйо
Ольйо, Ольяран (ісп. Ollo (офіційна назва), баск. Ollaran) — муніципалітет в Іспанії, у складі автономної спільноти Наварра. Населення — 275 осіб (2009).
Муніципалітет розташований на відстані близько 310 км на північний схід від Мадрида, 17 км на захід від Памплони.
На території муніципалітету розташовані такі населені пункти: (дані про населення за 2009 рік)
- Аноц: 24 особи
- Артета: 27 осіб
- Ільцарбе: 28 осіб
- Ольйо: 40 осіб
- Сальдісе: 18 осіб
- Сеносіайн: 18 осіб
- Ульцуррун: 60 осіб
- Беасоайн: 15 осіб
- Егільйор: 45 осіб

## Демографія
Динаміка населення (INE ):

## Галерея зображень

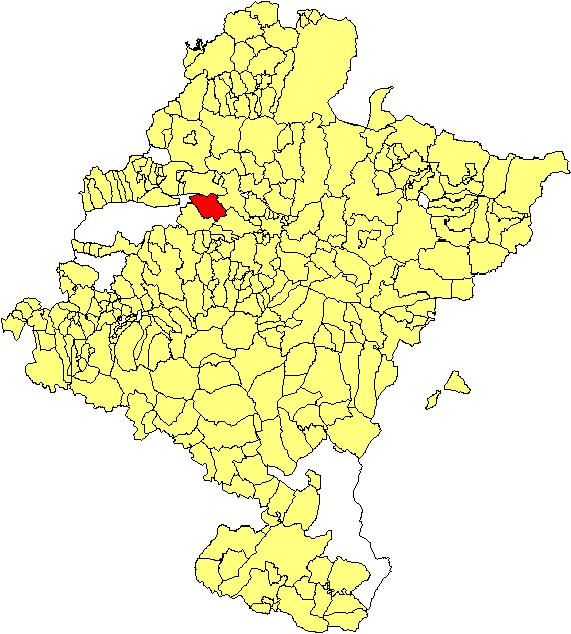
Розташування муніципалітету
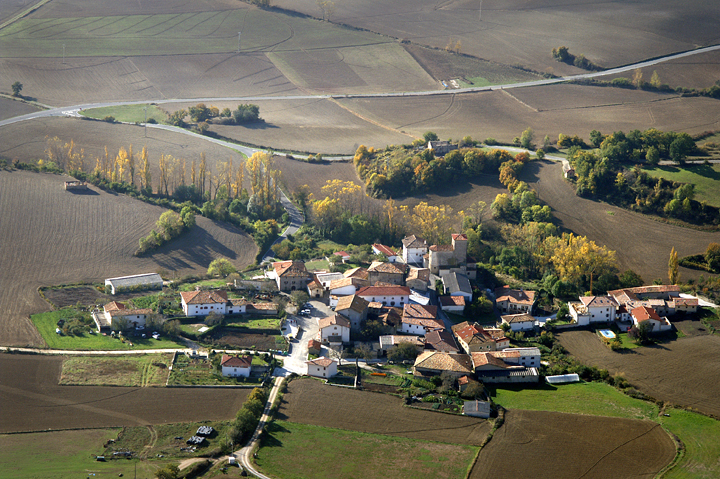
Ольйо з висоти пташиного польоту